# ملعب 15 أكتوبر
ملعب 15 أكتوبر هو الملعب الذي يخوض فيه النادي الرياضي البنزرتي مباراياته الرسمية (في البطولة المحلية أو الكأس)
يقع الملعب قرب ثانوية علي باش حانبة في حي البلفيدر.
طاقة استيعاب الملعب تقارب 20,000 مقعد وكان من الملاعب التي احتضنت نهائيات كأس أمم إفريقيا 2004 التي حصل عليها المنتخب التونسي.

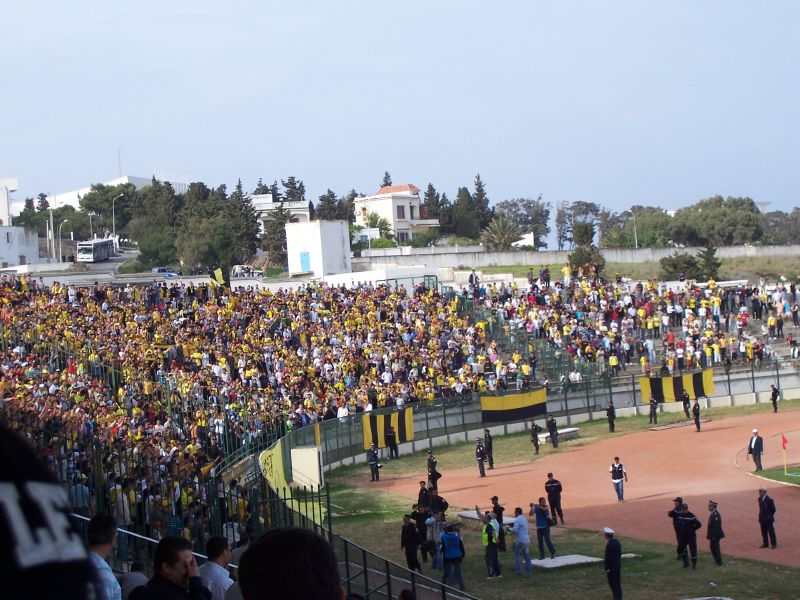
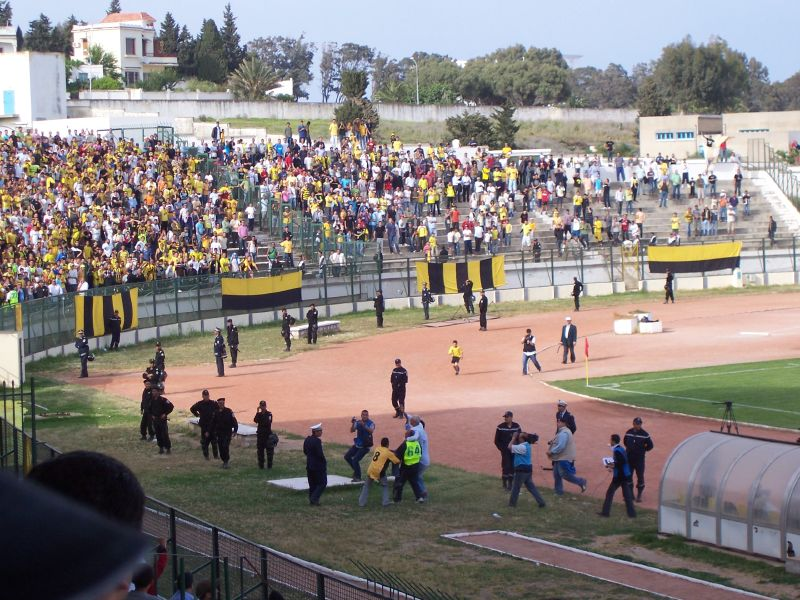